# Apocephalus borealis
Espèce
Apocephalus borealis est une espèce de petits diptères parasites, nord-américains, décrite en 1924.

Ce moucheron long de 2 mm environ appartient à la famille des Phoridae. Il était connu comme endoparasitoïde spécialisé dans le parasitage de diverses espèces de bourdons et parfois de frelons.

Des observations scientifiques faites depuis 2008 dans deux régions des États-Unis (synthétisées dans un travail publiées en 2012 sous licence libre Creative Commons) montrent que ce moucheron attaque et parasite parfois aussi les abeilles.
On ignore encore si c'est un comportement émergent, ou s'il avait antérieurement échappé aux nombreux observateurs de l'abeille.
Des indices forts laissent penser que ce moucheron pourrait, au moins dans quelques cas et deux régions des États-Unis, jouer un rôle dans le syndrome d'effondrement des colonies d'abeilles (CCD pour les anglophones ; pour « Colony Collapse Disorder »), une maladie émergente ou l'association de plusieurs maladies dans un syndrome complexe, encore très mal comprise, très préoccupante car décimant des milliers de ruches dans le monde (et peut être de nombreuses abeilles et autres apidés sauvages ?). Ce syndrome est massivement observé en Amérique du Nord depuis 2007 notamment mais aussi en Europe.

## Symptômes de la parasitose
Les symptômes observés chez les abeilles parasitées sont les suivants :

l'abeille tourne en rond, se pose en semblant avoir des difficultés à conserver son équilibre ou à marcher, étendant sans cesse ses pattes avant de tomber. Elles quittent la ruche et volent de nuit vers la lumière (c'est la première fois qu'on observe ce comportement). Parfois elles se recroquevillent. Puis elles meurent. 
Les abeilles entamant des vols nocturnes sont probablement plus fréquemment porteuses du parasite de ce moucheron que celles qui vont récolter le nectar le jour (ce qui peut être source de biais dans les études).

## Comportements connus chez les espèces appartenant à cegenre

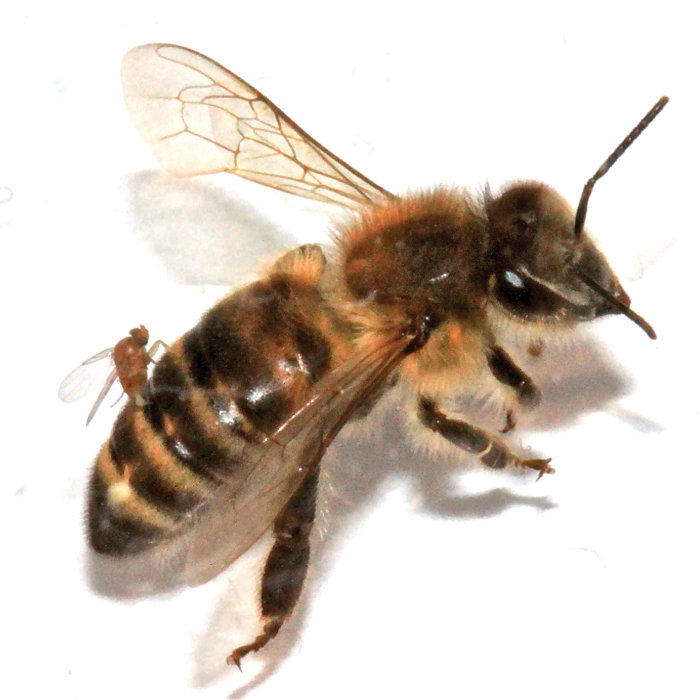
Femelle de A. borealis en train de pondre ses œufs dans l'abdomen d'une abeille domestique.
L'opération ne prend que 2 à 4 secondes.

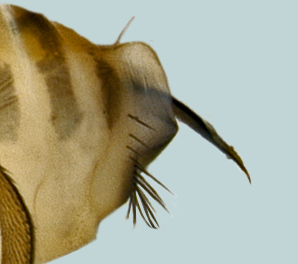
Détail de l'ovipositeur.

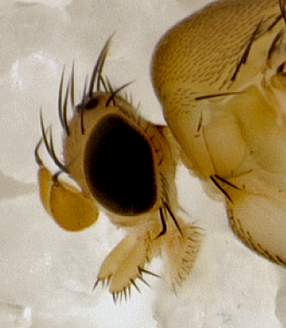
Détail de la tête de A. borealis. On distingue un Ocelle (œil) sur le dessus de la tête.

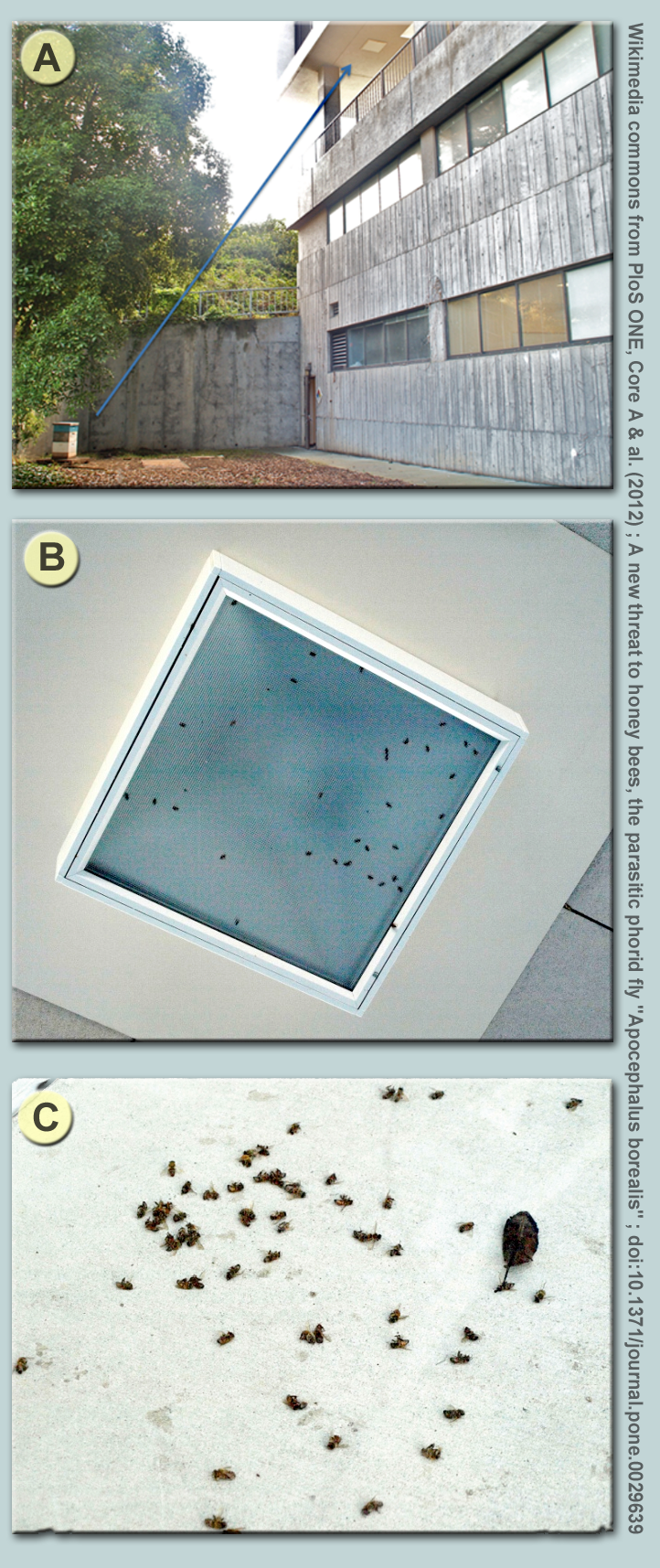
A: Ruche d'étude aux pieds du bâtiment du Dept. de biologie de l'Université d'État de San Francisco (La flèche bleue montre la direction que les abeilles parasitées par Apocephalus borealis prenaient quand elles volaient de nuit, anormalement attirées par la lumière.
B: Abeilles « bloquées » sur le luminaire où elles ont été attirées par la lumière.
C: Abeilles mortes ou paralysées (attirées par la lampe la nuit précédente).

Le genre Apocephalus est encore mal connu.
Il comprend des espèces dites « décapiteuses » qui parasitent les individus adultes d'une variété d'espèces de fourmis. Elles sont ainsi nommées parce qu'avant la pupaison, la larve (asticot) sort du cadavre par le cou (par la tête chez certaines espèces), et que la tête se décolle alors du thorax éventuellement vide, mangé par l'intérieur. Ce moucheron est très petit, mais les femelles comme toutes celles de cette famille sont dotées d'un ovipositeur en forme d'arc ou de sabre, nettement visible (à la loupe par exemple).
Apocephalus borealis fait partie d'un sous-genre (Mesophora) dont la plupart des hôtes sont également méconnus voire encore inconnus.
Beaucoup d'espèces de ce sous-genre sont spécialisées dans le parasitage de fourmis, alors que d'autres pondent leurs œufs à l'intérieur de guêpes, alors que d'autres encore ciblent des coléoptères ou encore des araignées.

## 2008: Découverte deA. borealischez l'abeille domestique
Jusqu'au début des années 2000, on ne connaissait pas de cas de parasitage de l'abeille domestique par des taxons du sous-genre Mesophora.

C'est dans la région de la baie de San Francisco (Californie) que les premiers cas ont été observés, à la suite d'une découverte fortuite :
En 2008, un entomologiste universitaire de l'université d'État de San Francisco, John Hafernik alors qu’il recherchait des insectes pour nourrir une mante religieuse utilisée pour des activités pédagogiques, trouve plusieurs abeilles domestiques mortes, gisant sous un lampadaire du campus. Intrigué, il en conserve plusieurs cadavres dans un flacon sur son bureau. Peu après, plusieurs petits asticots émergent du cadavre dans le flacon. John Hafernik les fait identifier par un entomologiste du Muséum d'histoire naturelle de Los Angeles ; le parasite est Apocephalus borealis (alors connu pour parasiter des bourdons, mais n'ayant jamais été observé chez des abeilles).
John Hafernik et ses élèves ont ensuite cherché (et trouvé) d'autres abeilles mortes sous les lampadaires du campus. Et presque toutes étaient parasitées par le même moucheron.
Au laboratoire, ils ont constaté que ces moucherons mis en présence d'abeilles, les détectaient immédiatement, les chassaient et pondaient en elles, après quoi, une semaine plus tard environ, une à dix larves (jusqu’à 13) apparaissaient en se tortillant près de la tête des abeilles mortes.
En cherchant des cadavres ailleurs, sous d’autres lampes que celles du campus, cette même équipe a montré que le phénomène touchait d’autres zones géographiques, et notamment trois des quatre ruches que cette équipe a échantillonnées dans cette même zone (baie de San Francisco).
Ils ont alors disposé une ruche d'observation dans le campus (au pied du bâtiment du département d'entomologie). Cette ruche a permis de montrer que 5 % à 15 % des abeilles butineuses y étaient parasitées. Ce taux de parasitose ne menaçait pas à lui seul la colonie (dans les délais d'observation en tous cas), mais il peut être jugé préoccupant si l’on tient compte du fait que les parasitoïdes affectent généralement aussi l’immunité de leurs proies, ce qui pourrait contribuer dans la ruche à l’entretien d’un foyer de pathogènes (voir plus bas).

## Habitat, répartition
Ce parasite vit en zone tempérée d'Amérique du Nord où - jusqu'en 2008 - il n'était pas réputé parasiter des abeilles.

À ce jour, il n'a été trouvé chez les abeilles domestiques qu’en Californie et dans le Dakota du Sud, mais John Hafernik, découvreur du phénomène, estime qu’il peut s'agir d'une phase d’émergence avec risque de diffusion rapide du parasite par les apiculteurs professionnels qui louent leurs ruches en les déplaçant dans tous les États-Unis pour répondre aux besoins en pollinisateurs des agriculteurs et arboriculteurs victimes du manque d’abeilles.
Sa fréquence dans l'environnement est inconnue, hormis par quelques indices dans quelques rares zones étudiées à partir de 2008 (et uniquement aux États-Unis). Il ne semble pas avoir été fréquemment observé.

De premières études ont montré aux abords de la Baie de San Francisco que l'abeille domestique n’était pas dans la zone d'étude une proie secondaire ;
- Dans un des premiers échantillonnages d'apidés étudiés ;  pour 7 417 abeilles domestiques parasitées, seuls 195 bourdons ont été trouvés également parasités (177 Bombus vosnesenskii, 18 Bombus melanopygus)[2].
- Des abeilles parasitées ont été trouvées dans 77 %   (24 of 31) des sites échantillonnés de cette zone. D’autres parasites Phoridae  ont été trouvés parmi l'échantillonnage chez 26 « ouvrières » B. vosnesenskii  ainsi que chez une reine de  B. vosnesenskii et une ouvrière de B. melanopygus[2].
- Les analyses ADN et divers tests faits à la fin des années 2000 ont confirmé que les phoridés trouvés à l'intérieur du corps des abeilles domestiques de la baie de San Francisco faisaient bien partie de la même espèce que ceux trouvés dans le corps des bourdons de la même région[2].
- Chez les bourdons B. vosnesenskii capturés alors qu’ils étaient en butinage, le taux de parasitisme par des phoridés était plus important que sur les butineuses de A. mellifera[2].
- l'échantillonnage n’a pu être que localement représentatif (rareté relative des abeilles à l'été 2010), mais jusqu’à  80 % (8/10) d'un échantillon de bourdons butinant en septembre 2010 était infesté par le parasite[2].

## Anomalies comportementales induites chez l'abeille parA. borealis
A. borealis est une espèce endoparasite (Ce mode de vie n'est pas exceptionnel ; Il existe de nombreuses espèces de mouches et plus encore de petites guêpes parasitoïdes).
La femelle d'A. borealis pond normalement un à plusieurs œufs dans le corps des adultes de bourdons nord-américains ou de frelons, et semble-t-il (peut-être depuis peu, ou dans certaines circonstances encore à éclaircir) dans le corps des abeilles domestiques.
La larve se développe d'abord dans le corps de son hôte  (bourdon ou abeille dans le cas présent) sans le tuer. Rapidement, les proies parasitées se déplacent « comme des zombies » le jour.

Par des voies encore incomprises, cette larve affecte le système nerveux de l'hôte parasitée et modifie son comportement ; L'abeille parasitée semble désorientée et malhabile. Elle finit le plus souvent par quitter la ruche, peut-être parfois le jour, et souvent de nuit (alors que les abeilles domestiques sont normalement essentiellement diurnes). La nuit elles se posent sur les luminaires ou près des lumières (avec a priori un risque accru d’être mangées par un prédateur (dont araignées qui sont souvent surreprésentées autour des luminaires la nuit). Puis l'abeille finit par mourir (dans la plupart des cas loin de son nid, ce qui pourrait augmenter les chances de dispersion du parasite).
En septembre 2010, le nombre d'abeilles présentes dans la ruche d'observation a diminué. Au même moment, les entomologistes trouvaient quelques pupes vides (au fond de la ruche). Ils trouvaient aussi des « boitiers nymphals » de phoridés (sortes de cocons) dans les abeilles mortes dans la ruche, démontrant l’existence d’émergences de parasites au sein même de la ruche.

Ceci laisse penser qu'une infestation d’autres abeilles voire de la reine directement dans la ruche puisse peut être parfois arriver.
En laboratoire (les femelles matures d'A. borealis placées dans des boites d'observation en présence d'abeilles domestiques les détectent et les poursuivent immédiatement. Elles se posent sur l'abdomen de l'abeille et y insérèrent leur ovipositeur durant 2 à 4 secondes (voir photographie). Ce comportement est similaire chez des femelles provenant de pupes issues d’abeilles domestiques et chez celles provenant de pupes issues de bourdons parasités.

Des interactions de cette nature ont été observées chez d'autres espèces de phoridés (Pseudacteon) vivant en Amérique du Sud ou pour d'autres espèces en Amérique du Nord et toutes parasitant des fourmis Solenopsis. Ces phoridés se sont en outre (pour la plupart des espèces observées) montrés capables de choisir les individus (fourmis) plus gros que la moyenne parmi leurs proies ou des abeilles .
Les larves grandissent dans le cadavre de leur  hôte et en émergent (7 jours après la ponte en moyenne), à la jointure entre  tête et   thorax . Les asticots s’éloignent ensuite des abeilles mortes pour nymphoser.
En laboratoire, toutes les larves de A. borealis issues d’abeilles ouvrières parasitées ont tué leur hôte et opéré leur pupaison avec succès, ce qui évoque une bonne capacité de reproduction. Les adultes ont émergé des pupes après environ 28 jours (de 22 à 36 jours selon les cas pour 94 pupes observées).

## Comportements typiques ou semblables déjà observés chez les espèces parasitoïdes de cette famille
Il semble que ces espèces disposent de plusieurs moyens de détecter leurs proies.
Pour A. borealis, on ne dispose à ce jour que d'indices, mais il est très probable que ce soit - comme chez d’autres espèces étudiées dans la même famille (espèces parasitant les fourmis en général) par exemple via :
- des indices visuels (bien que l'abeille soit visuellement très différente des bourdons) ;
- la perception de phéromones et signaux chimiques spécifiquement émis par leurs proies (apidés dans ce cas)[11],[12] ;
- la perception de composants particuliers, tels les alcaloïdes de leur venin[13], phénomène aussi observé chez une espèce européenne ; Pseudacteon brevicauda qui parasite les fourmis Myrmica rubra[14].

## Prévalence de cette parasitose
Elle est très mal connue.
Les premières observations sont récentes et locales, chez des abeilles domestiques par ailleurs, a priori bien suivies aux États-Unis. Il pourrait donc peut-être s'agir d'un phénomène émergent.
Après deux ans, les abeilles de la ruche installée près du laboratoire d’entomologie de l'Université de San Francisco étaient (en 2010) assez fortement infestées parA. borealis avec une période plus marquée . L'attaque parasitaire n'était cependant pas suffisante pour provoquer la mort de toute la colonie.

De juin 2010 à décembre 2010, les taux de parasitage variait de 12 % à 38 % des abeilles, avec de fortes variations saisonnières (25 % en moyenne, avec un pic de 38 % en novembre).
Prévalence ; D'octobre 2009 à janvier 2010, le taux de parasitisme a atteint 91 % d’un échantillonnage des abeilles sorties de nuit, la moyenne étant de 63 % pour cette période de 32 % à 91 %, pour 266 abeilles étudiées). Durant la même période, seules 6 % des abeilles butineuses échantillonnées dans la ruche étaient parasitées (moyenne).

Le taux parasitisme par des phoridés a ensuite diminué de février 2010 au printemps 2010 avant de remonter à nouveau en mai avec un pic à l'automne 2010,). Le pic d’infection de l’automne se produit juste avant ou pendant la période où le syndrome de mortalité de colonie connait une pointe dans toute la région de la Baie de San Francisco.
Récemment (2010), des analyses génétiques (par Microarray) ont montré que cette même espèce de parasite (similitude génétique à 99,8 % pour un fragment de 432 nt du gène ARNr 18S) parasitait ailleurs des abeilles de ruches commerciales ; deux ruches « testées » dans le Dakota du Sud (septembre et octobre 2009)  et deux autres près de Bakersfield, en Californie (janvier et février 2010).

## infections  collatérales
Les parasites, comme les abeilles peuvent véhiculer des pathogènes. Une étude des pathogènes présents dans le microbiome des organismes  a donc porté sur quelques échantillons de phoridés (larves et adultes) et sur  quelques échantillons d'abeilles parasitées.
L’échantillon n’a pas pu être statistiquement représentatif, mais les entomologistes ont montré à cette occasion que dans ces cas :
- les parasites (phoridés, larves et adultes) étaient testés positifs pour ;
  - Nosema ceranae (4  adultes sur 8 et 7  larves sur 8) , pathogène déjà connu chez l’abeille[17]
  - le virus de l'aile déformée (DWV)  (2  adultes sur 8, et  6  larves sur 8 en étaient porteurs)
- Les abeilles domestiques provenant des ruches suivies et d’autres abeilles échantillonnés ailleurs, dans des lieux variés se sont également montrées fréquemment infectées par
  - N. ceranae (26  abeilles sur 36 étudiées),
  - le DWV (16 abeilles sur 36)

...sachant que ce mode d’analyse n'indique qu'une présence d'acide nucléique appartenant à certains agents pathogènes (cela prouve la présence du pathogène mais pas nécessairement une infection en cours).

## Modifications comportementales des abeilles parasitées

### Vol de nuit, attrait pour la lumière
On sait depuis longtemps que les abeilles ont - dans la ruche - une certaine activité nocturne) notamment avant qu’elles ne deviennent butineuse, ainsi que - pour certaines espèces - hors de la ruche parfois
Il y avait  également déjà eu dans le passé quelques observations de réelle activité nocturne d’abeilles à miel hors de la ruche. Ainsi, l’abeille (asiatique) Apis dorsata, peut butiner de nuit et on l’a même vu effectuer la danse des abeilles (danse qui permet à une abeille d’informer ses consœurs de la position d'une source de pollen ou de nectar, en utilisant même une sorte de symbolique abstraite des directions et distances, selon une hypothèse encore scientifiquement controversée). Cette dernière observation est faite sous un ciel de pleine lune ; La lune est nécessaire à ces vols de nuit, mais elle ne semble curieusement pas être un point de référence pour l'orientation de ces abeilles la nuit ; Une étude suggère que « bien que l'éclairage de la lune soit  essentiel pour le vol nocturne, la lune elle-même est ignorée pour orienter les danses ». Cette abeille A. dorsata « utilise probablement la position du soleil comme point de référence pour leurs danses, même si le soleil est invisible sous l'horizon. Dans ce cas particulier, cette capacité pourrait être une extension du mécanisme utilisé par les abeilles pour connaître la position du soleil par temps couvert »Comme les papillons de nuit, quelques autres espèces d’abeilles (sauvages) butinent normalement de nuit. Celles-là semblent disposer d’une vision nocturne améliorée. 
Il arrive aussi que  des abeilles domestiques passent la nuit dehors et rentrent à la ruche le matin (peut-être piégées le soir précédent  par le froid).

Dans les cas des abeilles parasitées par A. borealis, c’est la première fois qu’on observe une telle activité nocturne avec un abandon de la ruche.
Les entomologistes de San-Francisco ont d'abord retrouvé des abeilles ouvrières « échouées » sous les luminaires, ou posées sur les luminaires du campus de l’université de San Francisco (Position 37°43′24.9″N×122°28′31.93″W). Ceci a été observé dans des conditions météorologiques variées, dont par nuits froides et pluvieuses (lors desquelles pratiquement aucun autre insecte n’a été vu attiré par les luminaires). Ces abeilles « échouées » sous les lampes présentaient des symptômes tels que désorientation (marche en rond) et perte d'équilibre. Contrairement à la plupart des autres insectes attirés par la lumière, les abeilles restaient bloquées près des lampes, la plupart du temps inactives, jusqu’à leur mort le lendemain. 
Celles qui ont quitté leurs ruches de nuit avaient un taux de parasitisme par A. borealis bien plus élevé que celui des abeilles butinant de jour. Les luminaires sont connus pour être des facteurs de piège écologique (via le phénomène dit de pollution lumineuse et pour de nombreuses espèces nocturnes (phénomènes de phototaxie, ou de polarotaxie dans le cas de l'attrait pour la lumière polarisée) mais A. borealis ou l'abeille domestique n'avaient jamais été concernés.

## Hypothèses explicatives
- Ces changements de comportements évoquent une interaction de type « manipulation de l'hôte par le parasitoïde », qui correspond habituellement à une stratégie adaptative issue de la coévolution des interactions durables entre parasites et hôtes[24]. Ici on ne comprend pas encore les avantages adaptatifs que « trouverait » le parasite à se faire conduire sous la lumière (hormis si une autre espèce était en cause, directement ou non, elle aussi attirée par la lumière). D'autres études sont nécessaires pour éclaircir ce point, et pour vérifier qu’il ne s’agit pas d’un phénomène émergeant pouvant gravement affecter les abeilles. 
Il faut aussi faire des comptages plus précis entrées/sorties diurnes pour vérifier que certaines abeilles désorientées ne vont pas mourir dans la nature sans rentrer à la ruche le soir.
- Une hypothèse proposée par Core et al.[2] est que les sorties et pertes nocturnes d’abeilles parasitées pourraient être une réponse adaptative de la colonie vivant dans la ruche. Deux possibilités sont à considérer :
- En se « suicidant », certains apidés parasités (de même que d'autres espèces sociales) ont un comportement en quelque sorte « altruiste »[25]. Ils se dirigent par exemple sous les lampes où les araignées sont plus nombreuses et épargneraient ainsi à la colonie le risque d’être rapidement totalement parasitée. Un tel comportement pourrait être déclenché par la parasitose elle-même ou par d’autres facteurs de stress associés (virus, champignons, infections bactériennes). L’hypothèse reste à éprouver. 
Des réponses de type suicide-altruiste ont déjà été proposées et modélisée comme hypothèse explicative du comportement d’auto-éloignement de leur colonie, par exemple montré par des bourdons parasités par les mouches conopidées : en fin d'été les Bombus spp. se reproduisent[26],[27] ; or à ce moment les mouches conopides parasitoïdes sont encore très présentes et efficaces (jusqu'à 70% des ouvrières de bourdons capturés sur le terrain peuvent être parasités[28]) et en seulement 10-12 jours le parasitoïde tue son hôte pour former sa pupe. Bombus terrestris semble capable d'utiliser la température nocturne plus basse pour ralentir le développement du parasite, en passant la nuit dehors plutôt qu'au nid. On a aussi montré que les abeilles domestiques butineuses parasitées recherchent activement les environnements plus frais, comportement favorable à un succès accru de la colonie qui voit la vie de ses ouvrières parasitées allongée au profit du groupe[29]. Des comportements similaires ont été repérés chez des fourmis infectées par un champignon pathogène[30],[31]. 
Un comportement  « suicidaire » d'individus au profit de la communauté n’est pas rare chez les animaux sociaux vivant en colonies[32], qui s’éloignent pour mourir, au profit – a priori – de l’immunité de la colonie via une « prophylaxie sociale » [33] et une « immunité organisationnelle » [34]. Certains auteurs évoquent à ce sujet et pour ces espèces, une « écologie de l’altruisme [35] ». Si cette explication est correcte, les abeilles pourraient également quitter leur ruche en réponse aux coïnfections souvent trouvées chez les abeilles parasitées.
- Une autre hypothèse est que les autres abeilles, dans la ruche, puissent aussi détecter les abeilles parasitées en raison de changements comportementaux ou physiologiques et les chasser de la ruche. Un tel comportement a été décrit par Richard et al.[36] dans des populations d'abeilles en partie expérimentalement infectées par des bactéries ; Les abeilles infectées expriment des odeurs différentes et font l’objet de réactions agressives de la part de leurs consœurs non infectées. On sait que « les abeilles ont considérablement réduit le nombre de gènes associés à la fonction immunitaire par rapport aux espèces d'insectes solitaires »[36], ce qui est compensé pense-t-on par d'autres comportements adaptatifs plus communautaires[36].
 Si le parasitisme par A. borealis modifie la « signature chimique » d'une abeille, elle pourrait être chassée de la ruche (hypothèse qui reste à démontrer ou quantifier dans ce cas particulier, car on a aussi trouvé des pupes au fond de la ruche d'observation). De nombreux parasites savent aussi mimer les phéromones des espèces qu'ils manipulent pour ne pas être rejetés par elles.

## Liens possibles avec le«syndrome de régression des abeilles»
Depuis quelques années, aux États-Unis (comme en Europe) les abeilles domestiques (Apis mellifera) sont en situation de rapide régression, voire localement de disparition.
Tous les insectes parasités par ce moucheron semblent condamnés. Des analyses faites dans 3 colonies infestées, montrent qu'abeilles et moucherons sont souvent porteurs d'un virus déformant les ailes et d'un champignon asiatique microscopique Nosema ceranae pouvant induire des mycoses chez les insectes. Des entomologistes pensent que ce virus et ce champignon font partie des causes possibles du syndrome d'effondrement des colonies d'abeilles.
Les symptômes évoquent ceux observés ailleurs dans les cas de syndrome de mortalité des colonies. Localement, et depuis peu, Apocephalus borealis pourrait être l’une des causes de ce syndrome. Mais des virus et microchampignons (microsporidies qui sont des champignons parasites microscopiques intracellulaires obligatoires) semblent également en cause. Ils peuvent être favorisés par la baisse de l’immunité des abeilles en raison de leur exposition à divers polluants (pesticides notamment), sachant que la plupart des endoparasitoïdes sont aussi capables de supprimer la réaction immunitaire de leurs hôtes habituels d'une manière spécifique (pour pouvoir s'y développer sans rejet de la part de l'hôte.

## Enjeux
Des entomologistes comme S.D. Porter ont alerté sur l'importance de changements éventuels de comportements ou de spécificité dans le choix des proies chez de telles espèces, notamment chez les phoridés Pseudacteon car plusieurs de ces espèces ont été importées et introduites dans des zones nord américaines récemment envahies par la fourmi de feu, très invasive, comme moyen de lutte biologique ,.
Le phénomène observé à San Francisco est inquiétant car d'autres espèces de phoridés pouvant considérablement affecter le comportement d’ insectes sociaux ont été récemment utilisés comme agents de lutte biologique contre les fourmis de feu, une espèce invasive, agressive, introduite en Amérique du Nord,,.
En termes d'écoépidémiologie et de prospective apicole, il importe de déterminer à quel degré et sur quel territoire la menace existe pour les abeilles.

Pour cela, il faut comprendre exactement comment la larve de ce moucheron affecte le comportement des abeilles, éventuellement par des interactions avec les gènes de l'abeille, afin de notamment vérifier qu'il ne s'agisse pas d'une interaction durable impliquant aussi un ou plusieurs autres acteurs ou vecteurs.

### Phénomène émergent ou antérieurement passé inaperçu?
Les abeilles comptent parmi les insectes les plus étudiés en Amérique du Nord pour leur importance économique en tant que pollinisateur vital pour l'agriculture. Des phoridés parasitant les abeilles aurait donc du être détectés plus tôt s’il y avait eu lieu un changement d'hôte il y a déjà longtemps, d'autant que la détection du parasite ne nécessite pas de moyens sophistiqués : l'observation durant quelques jours d'abeilles mortes placées dans un contenant fermé, permet la détection des asticots de phoridés. De plus, les agrégations d'abeilles autour de sources d’éclairage artificiel devraient ne pas passer inaperçues, alors que des ruches sont proches de luminaires depuis des décennies déjà.
Le phénomène observé à San Francisco semblent donc être nouveau. Ou alors, si quelques moucherons parasitaient autrefois les abeilles, de manière non visible, il doit s'être passé quelque chose récemment pouvant expliquer cette subite augmentation du nombre d’abeilles parasitées.
En Amérique latine et centrale, des abeilles sont fréquemment parasitées par de nombreuses espèces de phoridés, mais avant 2008, cela n'avait presque jamais été constaté en Amérique du Nord,,,.
Si un changement d'hôte récent est confirmé et qu'il s'étend à grande échelle, les abeilles (et la pollinisation en tant que service écosystémique majeur) seraient confrontées à une menace nouvelle.
La population de la ruche étudiée par l'université de San Francisco a survécu, malgré les pertes de nombreuses abeilles parasitées et la présence d’infections par d’autres pathogènes, à des époques correspondant à celles des effondrements de colonies d’abeilles (relation encore incomplètement comprise pour les causes et effets).

Ici en début d’hiver le taux de parasite a descendu à un niveau permettant la survie de la ruche, mais les auteurs suggèrent d’étudier un plus grand nombre de ruches, et plus longtemps, pour mieux évaluer l’impact de ces phoridés sur la santé ou survie des ruches à moyen et long terme. Ils craignent aussi qu’ A. borealis élargisse sa gamme d'hôtes pour y inclure des  abeilles non-indigènes.

## Suites et perspectives
Core et al. signalent (2011) que si l'on veut tester la présence de phoridés chez les abeilles qui vivaient les décennies précédentes, cela est possible grâce à l'APM qui peut être utilisée pour analyser des  abeilles préservé depuis des décennies dans les muséums, universités ou chez divers organismes apicoles spécialisés.

Des pièges / attracteurs lumineux posés près de ruches permettraient aussi de facilement évaluer le degré actuel d’infestation.